# Василь Захарка
Василь Захарка (1 квітня 1877, с. Добросельці, Вовковиський район, Гродненська губернія (нині Зельвенський район, Гродненська область) — 14 березня 1943, Прага) — білоруський політичний діяч, публіцист.

## Біографія
Отримав домашню початкову освіту. Закінчив Лисковську вчительську семінарію. З 1895 р. вчитель церковно-приходської школи. Витримав іспит за програмою юнкерського училища і російської гімназії. У 1898–1902 рр. 1904–1917 рр. на військовій службі. Член БСГ, один з організаторів з'їзду білоруських військовослужбовців Західного фронту (22 жовтня 1917 г.) секретар Центральної білоруської військового ради, член Великої білоруської ради. На 1-му Всебілоруському з'їзді (1917) обраний членом Ради з'їзду. Заарештований більшовиками в січні 1918 р.
З 21 лютого 1918 року у складі Народного секретаріату (уряду) БНР. З 21 лютого 1918 р. скарбник в складі Народного секретаріату БНР. 23 березня 1918 був уповноважений Народним секретаріатом отримати гроші, асигновані Мінською міською думою. Вів переговори з німецькою військовою владою у справі грошей, вилучених 25 лютого 1918 р.
1 травня 1918 обраний членом фінансової комісії Ради БНР.
Член ЦК Білоруської партії соціалістів-федералістів. Після займав різні міністерські пости.
З травня 1918 р. — керівник друкарні Народного секретаріату БНР. У квітні 1918 разом із М. Касцевичем обраний Мінської думою членом мирового суду.
Член комісії з переходу Білоруського театру в розпорядження Народного секретаріату БНР і Надзвичайної біженської колегії.
23 липня 1918 р. увійшов до складу кабінету Яна Середи, зайнявши пост народного секретаря фінансів.
28 серпня 1918 делегований до Києва отримати залишок грошей з української державної позики уряду БНР.
Міністр фінансів в уряді Антона Луцкевича. У грудні 1918 р. — у Вільнюсі.
Приїхав у Гродно в середині грудня 1918 р. 15-16 грудня 1918 як почесний гість присутній на Гродненському білоруському селянському з'їзді.
Виконував обов'язки керівника канцелярії Міністерства білоруських справ Литви.
Член Гродненського БНК і клубу «Білоруський будиночок». У грудні 1918 брав участь в переговорах БНК з Гродненською управою. 30 грудня 1918 разом з Петром Кречевським проводив переговори з командуванням 10 армії Вермахту Німеччини про озброєння Білоруської Міліції.
Перебуваючи в Гродно, подав разом з Антоном Луцкевичем кілька нот протесту від імені уряду БНР проти захоплення білоруських земель Польщею.

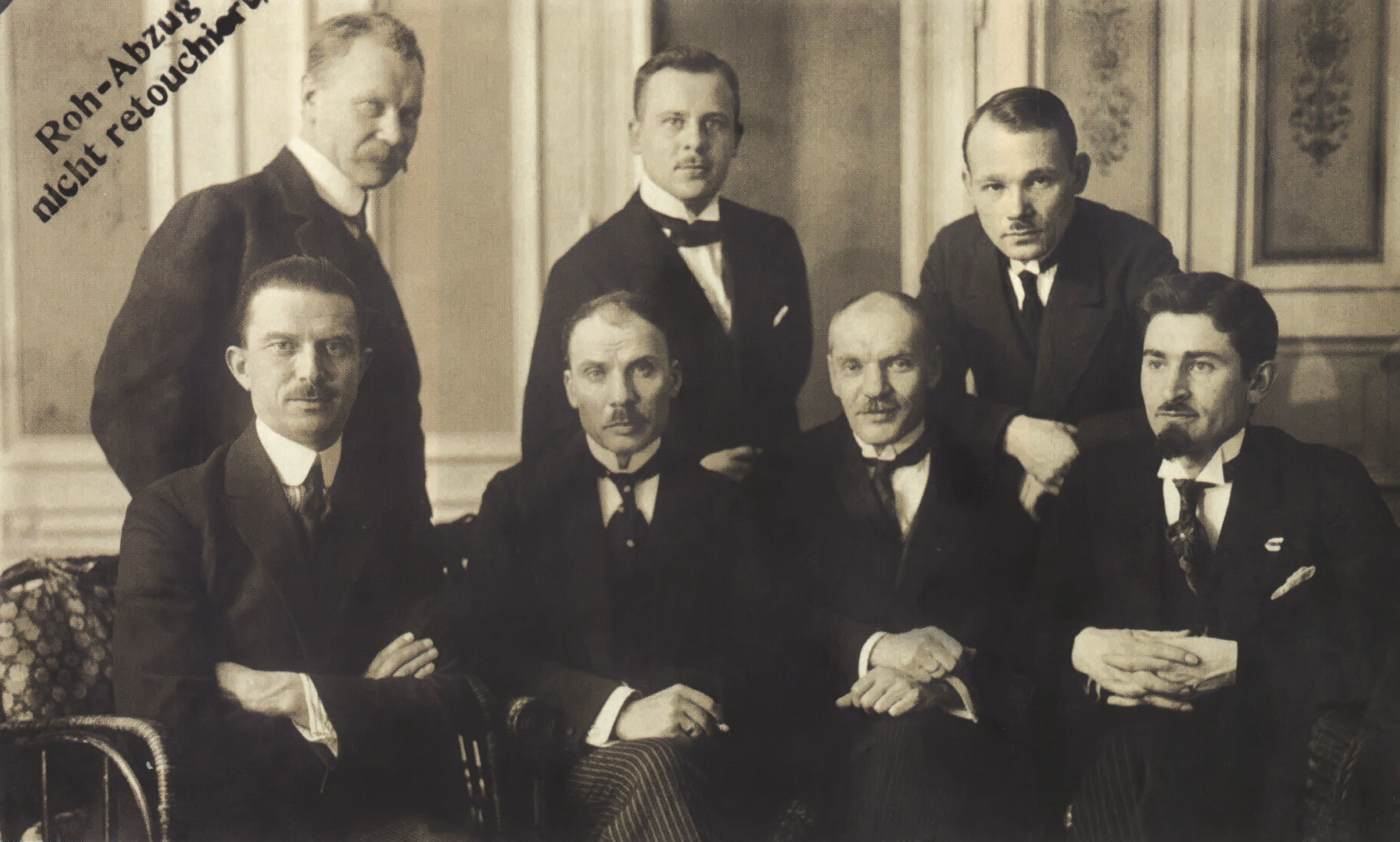
Керівники білоруських представництв i місій в європейських країнах. Сидять (зліва направо): Євген Ладнов, Василь Захарка, Микола Вершинін, Лявон Заяц; стоять: Левон Вітан-Дубейковський, Янка Чарапук, Юхим Бялевич. Жовтень 1919 р. (БДАМЛіМ).

З другої половині лютого 1919 — в Україні, куди поїхав до Аркадія Смолича у справі української позики. У травні 1919 року — в Берліні.
22 травня 1919 звернулося до уряду БНР з проханням «звільнити його від обов'язків управління грошовими справами внаслідок нездоров'я». У червні 1919 року — в Каунасі як тимчасовий заступник голови уряду БНР.
З кінця того ж місяця був знову в Берліні, де фактично виконував обов'язки глави білоруського уряду.
Після розколу Ради БНР 13 грудня 1919, Захарка обраний заступником голови Президії Народної Ради БНР.
На засіданні уряду Антона Луцкевича 15 листопада 1919 був усунутий з посади міністра. Аркадію Смоличу було доручено розпочати проти нього судовий процес (можливо, в справі грошей уряду БНР, які Захарка відмовився передати Луцкевичу).
Знову приїхав до Гродно 17 березня 1919 з Берліна разом з Ю. Камаринцем. В цей же день брав участь у святковій трапезі в білоруському клубі. Був присутній на засіданнях уряду БНР в Гродно 18 і 21 березня. Виступив 25 березня 1919 на прощальній вечері, присвяченій від'їзду Йосипа Воронка з Гродно.
Як представник уряду БНР був присутній на відкритті I-го білоруського вчительського з'їзду Гродненщини 26 березня.
5 квітня Захарка від імені Ради міністрів БНР опротестував заяву Цвирки-Гадицького про приєднання Білорусі до Польщі.
7 квітня Захарка звернувся до німецького крейзгауптмана Гродно із заявою вважати справу заарештованого напередодні в місті К. Цвирки-Гадиького білоруською «внутрішньою державною справою».
Виїхав з Гродно до Берліна на початку квітня 1919 р.

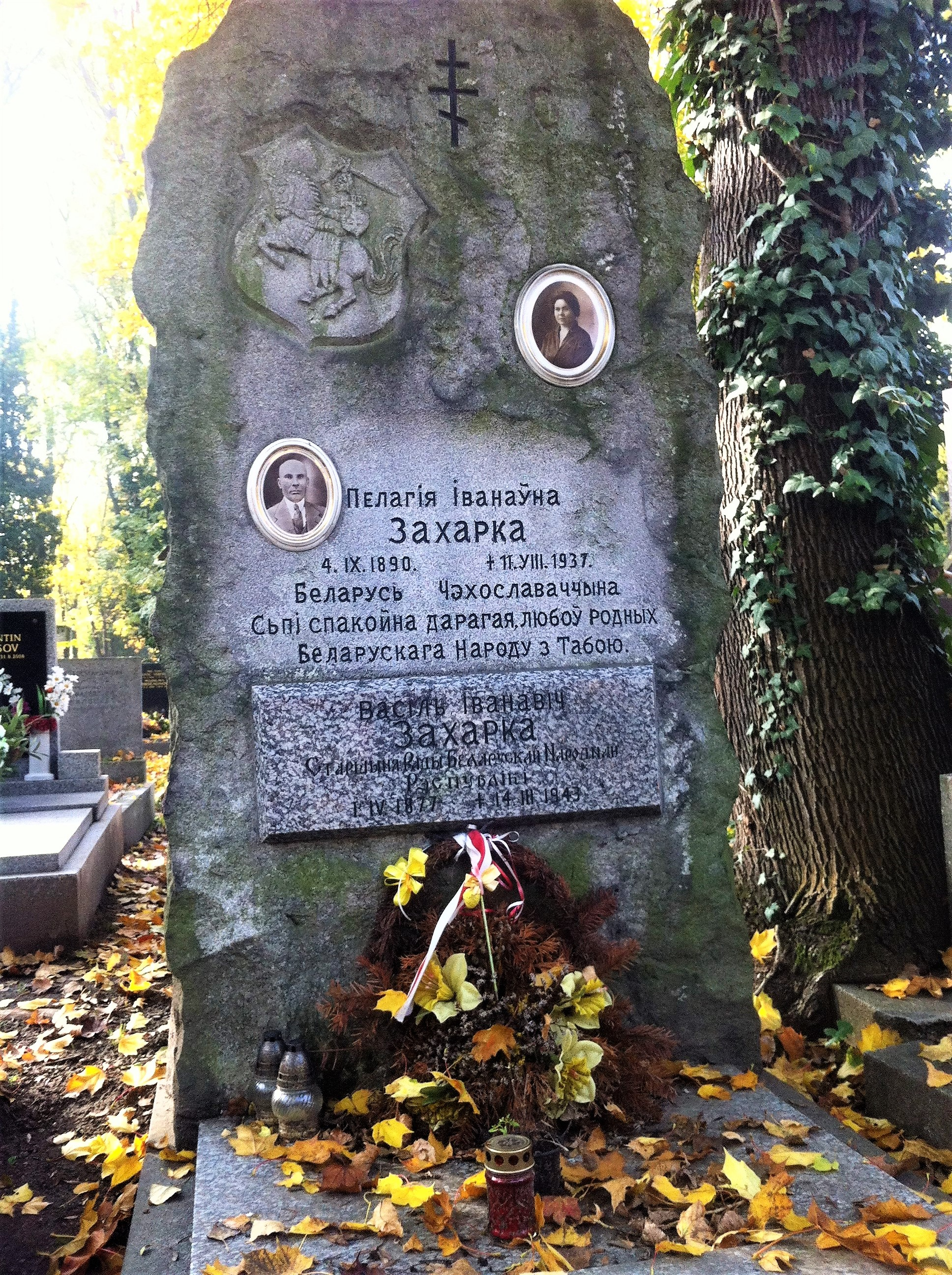
Могила Василя Захарки на Ольшанському цвинтарі у Празі

Наприкінці 1919 в Мінську переховувався від арешту польською владою. На початок 1920 року — знову в Берліні, в лютому 1920 р. — у Празі.
Член оргбюро зі скликання державної конференції в Ризі навесні 1920. Брав участь у нараді президії Ради і уряду Вацлава Ластовського в Ризі 30-31 травня 1920.
З 24 червня по 12 вересня 1920 в Москві як голова Надзвичайної дипломатичної місії БНР.
У кінці 1920 — початку 1921 рр. — в Ризі, з 1921 р. — в Каунасі.
Заступник голови 1-ї Всебілоруської конференції у Празі в вересні 1921.
З 23 серпня 1923 — міністр фінансів в уряді Аляксандра Цвікевича.
1 листопада 1923 виїхав до Праги.
Після 2-ий Всебілоруської конференції в Берліні (10 жовтня 1925) не визнав Мінськ єдиним центром національно-державного відродження Білорусі. Залишився на еміграції в Празі, зберігши нерозривність традиції державної БНР.
12 грудня 1925 р. обраний головою товариства «Білоруська рада» у Празі.
Заступник голови Ради БНР, з 8 березня 1928 — 6 березня 1943 р. Президент Ради БНР.
За деякими відомостями, збирав архів БНР, долучив до цієї справи Ларису Геніюш.
Проводив активну кампанію звернень і петицій в Лігу Націй та інші міжнародні органи від імені БНР.
Автор робіт «Головні моменти білоруського руху» (1926), «Білорусь — роль і значення на сході Європи» (не опублікована). Похований у Празі на Ольшанському цвинтарі.

## Твори
- Галоўныя мамэнты Беларускага Руху. — [Прага, 1926]. — 91 с.[3]
- Дзве культуры і дзве экспансіі // Іскры Скарыны. — 1934. — № 4. — С.
- Памяти П. Е. Кречевского // Белорусская трибуна [Чикаго]. — 1928. — № 2. — 20 октября.